# Orestes bachmaensis

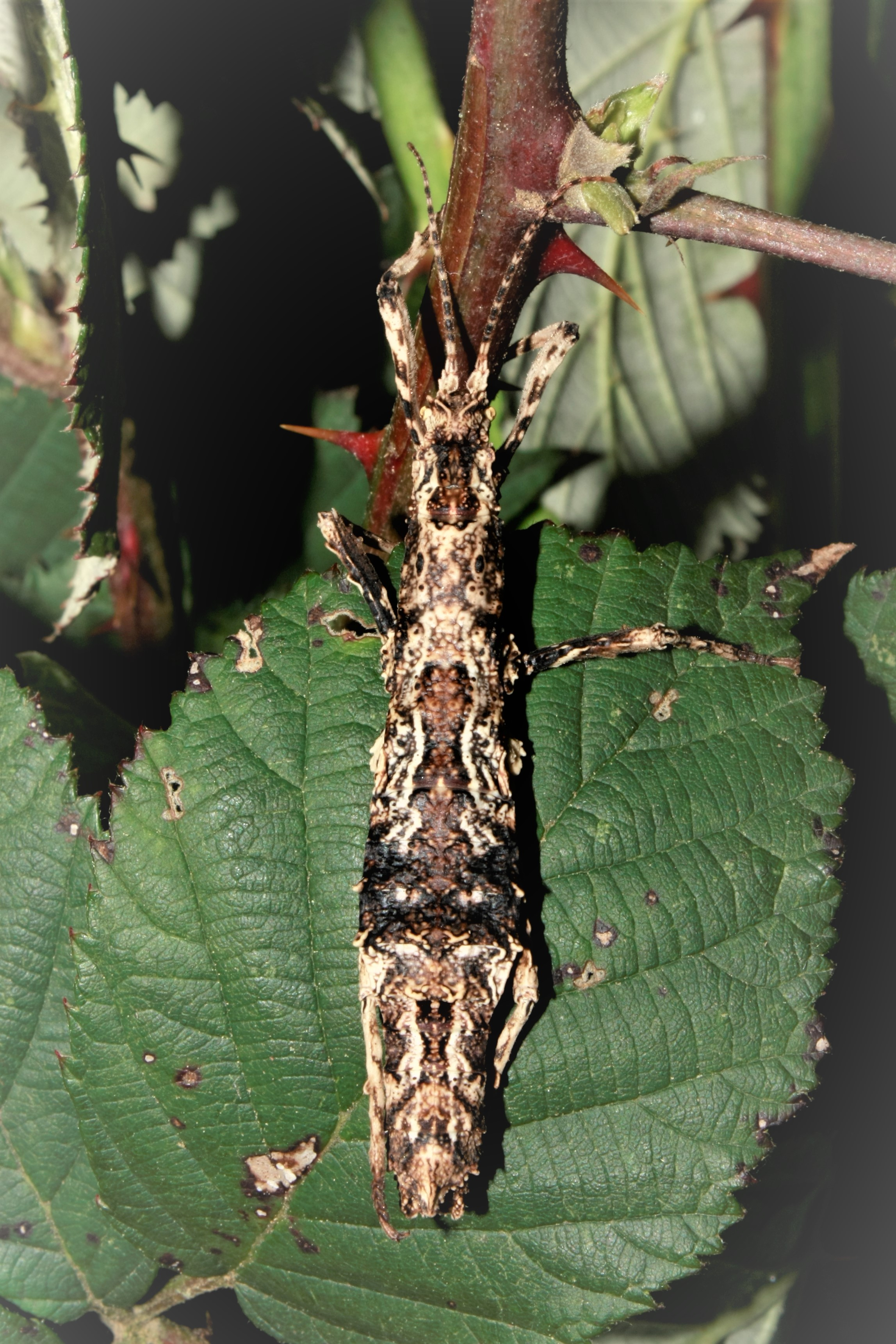
Weibchen vom als Orestes sp. 1 'Ba Be' bezeichneten Zuchtstamm, welcher einer noch unbeschriebenen Schwesterart von Orestes bachmaensis zugeordnet wird

Orestes bachmaensis ist eine in Zentral-Vietnam beheimatete Gespenstschrecken-Art.

## Merkmale
Männchen sind etwa 35 bis 43 Millimeter lang und gattungstypisch mittel- bis dunkelbraun gefärbt. Sie weisen am hinteren Teil der Mittel- und Hinterschenkel einen undeutlichen Buckel auf. Die Tergite des Abdomens sind annähernd gleich lang. Das vierte und fünfte Tergit ist nach hinten leicht erhöht. Die vor und hinter den Augen auf dem Kopf befindlichen, artspezifisch ausgeprägten Stacheln sind folgendermaßen ausgeprägt (Siehe auch Acanthotaxie der Heteropterygidae). Die vorn liegenden Supraantenalen sind als deutlich Stacheln vorhanden und leicht nach außen gerichtet. Ihnen folgen die kleineren zwei Paare der vorderen und hinteren Supraoccipitalen. Der Scheitel ist angehoben. Das hinter den Augen liegende Paar der Supraorbitalen befindet sich an der Basis des Kamms und ist stumpf ausgebildet. Die dahinter befindlichen Paare der vorderen und mittleren Coronalen, sowie die unpaarige, mittig sitzende Centralcoronale sind angehoben und an ihrer Basis verbunden. Dabei sind die vorderen Coronalen lamelliert und etwa so lang wie die Centralcoronale, während die hinteren und seitlichen Coronalen nur als kleine konische Tuberkel ausgebildet sind. Hinter den Augen reicht je eine deutliche Kante (postoculare Carina) nach hinten, wo sie in einem konischen Tuberkel endet. Die Fühler bestehen aus 23 Segmenten und sind kürzer als die Vorderbeine.
Weibchen sind 44 bis 51 Millimetern lang. Neben den typischen Brauntönen, zeigen frisch adulte Tiere kontrastreiche Muster aus fast weißen, dunkelbraunen und schwarzen Flecken. Charakteristisch ist ein länglicher, sich stark verjüngender Kamm medial auf dem hinteren neunten Tergit des Abdomens. Arttypisch sind auch je zwei seitlich zusammengedrückte und abgerundete Zähne an den distalen, äußeren bauchseitigen Kämmen der Mittel- und Hinterschenkel. Auf dem Kopf sind die Strukturen wie folgt ausgebildet. Die Supraantenalen, sowie die vorderen und hinteren Supraoccipitalen sind als stumpfe, nach hinten kürzer werdende Stacheln ausgebildet. Der Scheitelpunkt ist länglich und angehoben. Die Supraorbitale sind deutlich ausgeprägt, seitlich leicht abgeflacht und stumpf. Die vorderen Coronalen sind seitlich zusammengedrückt und lamellenartig. Ihre vorderen Ränder reichen bis zur Spitze der Supraorbitalen. Die Centralecoronale ist mit den vorderen Coronalen verbunden und leicht angehoben. Die hinteren und seitlichen Coronalen liegen als dreieckige Tuberkel vor. Zwischen den seitlichen Coronalen und den Supraorbitalen befindet sich je eine Reihe von drei Tuberkeln, zwischen den seitlichen und den vorderen Coronalen weitere Tuberkel an der Seite des Kamms. Hinter den Augen je eine deutliche Kante, die den hinteren Rand des Kamms erreicht. Die aus 25 Segmenten bestehenden Fühler sind kürzer als die Beine. Auf der Körperoberfläche befinden sich kleine Tuberkel. Die Mitte des Abdomens ist seitlich deutlich erweitert.

## Vorkommen und Lebensweise
Die Art ist bisher nur aus der Provinz Thừa Thiên Huế im Zentrum Vietnams bekannt, wo sie im Nationalpark Bạch Mã und in der Nähe einer Station des Vietnamesischen National Museums für Natur im Distrikt Phong Điền gefunden wurde.
Wie alle Vertreter der Gattung sind die Tiere nachtaktiv und verstecken sich tagsüber. Werden sie berührt oder fallen zu Boden legen sie die Beine eng an den Körper und richten die Fühler längs zum Körper aus, wodurch sie einem kurzen abgebrochenen Ast ähneln (Phytomimese).
Die einzeln abgelegten, braunen Eier sind 3,6 Millimeter lang, 2,7 Millimeter breit, 2,5 Millimeter hoch und haben an Eikapsel und Deckel 0,3 Millimeter lange Haare.

## Taxonomie und Systematik
Joachim Bresseel und Jérôme Constant fanden am 15. und 16. Juli 2011 mehrere Männchen und Weibchen dieser Art im Nationalpark Bạch Mã. Ein weiteres Pärchen sammelten sie in der Nacht vom 8. zum 9. April 2017 im Distrikt Phong Điền. In ihrer 2018 veröffentlichten Arbeit über die Gattung Orestes beschrieben sie neben fünf weiteren auch diese Art. Der Artname bezieht sich auf den ersten Fundort. Ein Männchen wurde als Holotypus, im Museum für Naturwissenschaften in Brüssel hinterlegt. Weitere 41 Männchen und 31 Weibchen sowie Eier sind als Paratypen in verschiedenen Sammlungen hinterlegt. Bereits 2015 sammelten Bresseel und Constant im Ba-Be-Nationalpark  ähnliche Tiere. Der daraus hervorgegangene parthenogenetische Zuchtstamms wurde zunächst als Pylaemenes sp. 1  'Ba Be' und seit 2018 als Orestes sp. 1  'Ba Be' bezeichnet. Es handelt sich bei diesen Tieren um Vertreter einer noch unbeschriebenen Schwesterart von Orestes bachmaensis, wie erste genetische Untersuchungen zeigen.

## Terraristik
In der Terraristik ist ein sexueller Zuchtstamm der Art zu finden. Er wurde von der niederländisch-belgischen Arbeitsgruppe Phasma verteilt und geht auf Tiere zurück, die von Joachim Bresseel und Jérôme Constant 2011 aus dem Nationalpark Bạch Mã in Vietnam eingeführt worden sind. Bis zu seiner Gattungsneuzuordnung und Artbeschreibung 2018 wurde er nach diesem Fundort als Pylaemenes sp. 'Bach Ma' bezeichnet. Er wird von der Phasmid Study Group unter der PSG-Nummer 267 geführt.
Die Haltung und Nachzucht von Orestes bachmaensis ist unproblematisch. Wie bei anderen Orestes-Arten empfiehlt sich die Nutzung eines nicht zu luftigen Terrariums etwa aus Glas. Um die nötige Luftfeuchtigkeit für die Tiere und deren Eier zu gewährleisten, eignet sich eine Schicht aus stets feuchter Erde als Bodengrund. Gefressen werden Blätter von Haseln, Brombeeren und anderen Rosengewächsen.

## Bilder

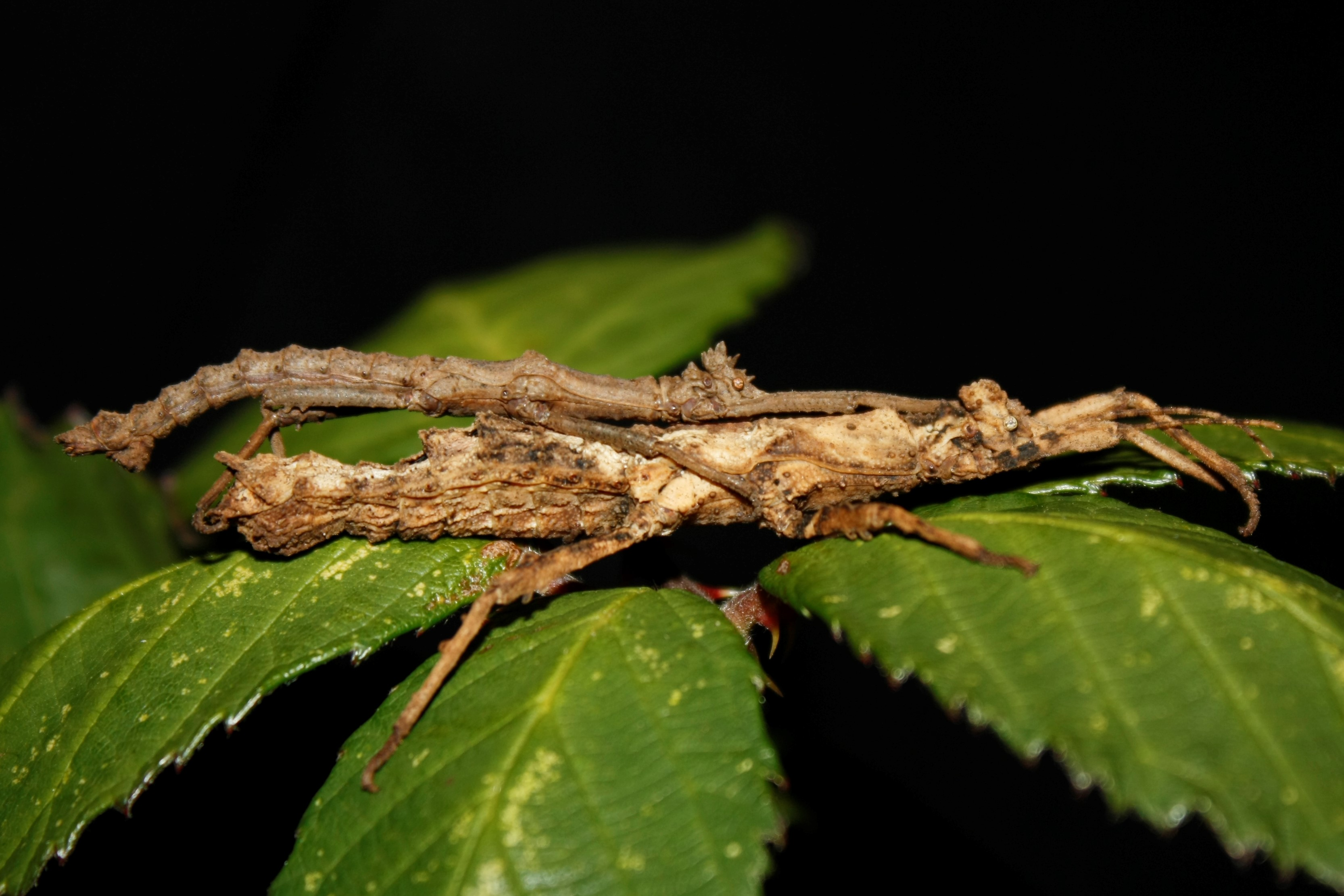
Pärchen
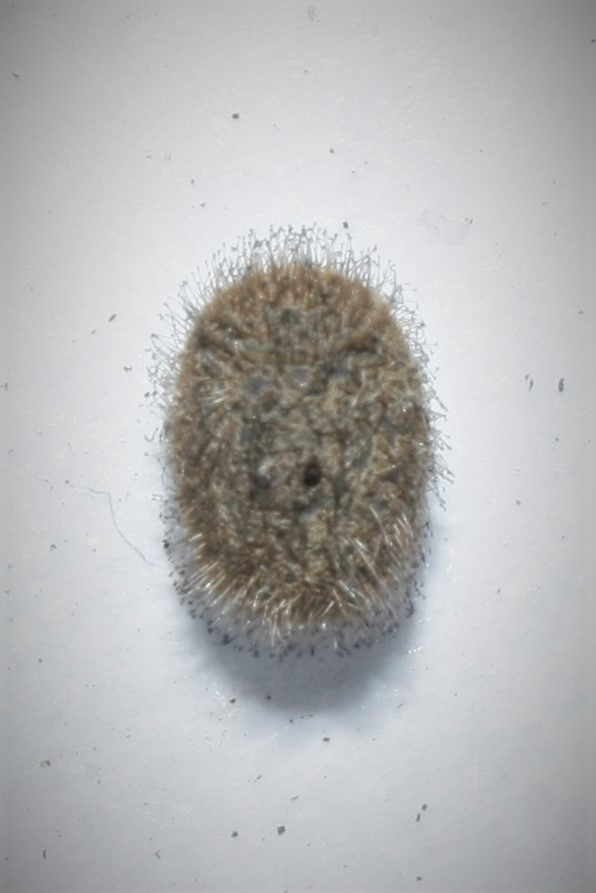
Ei
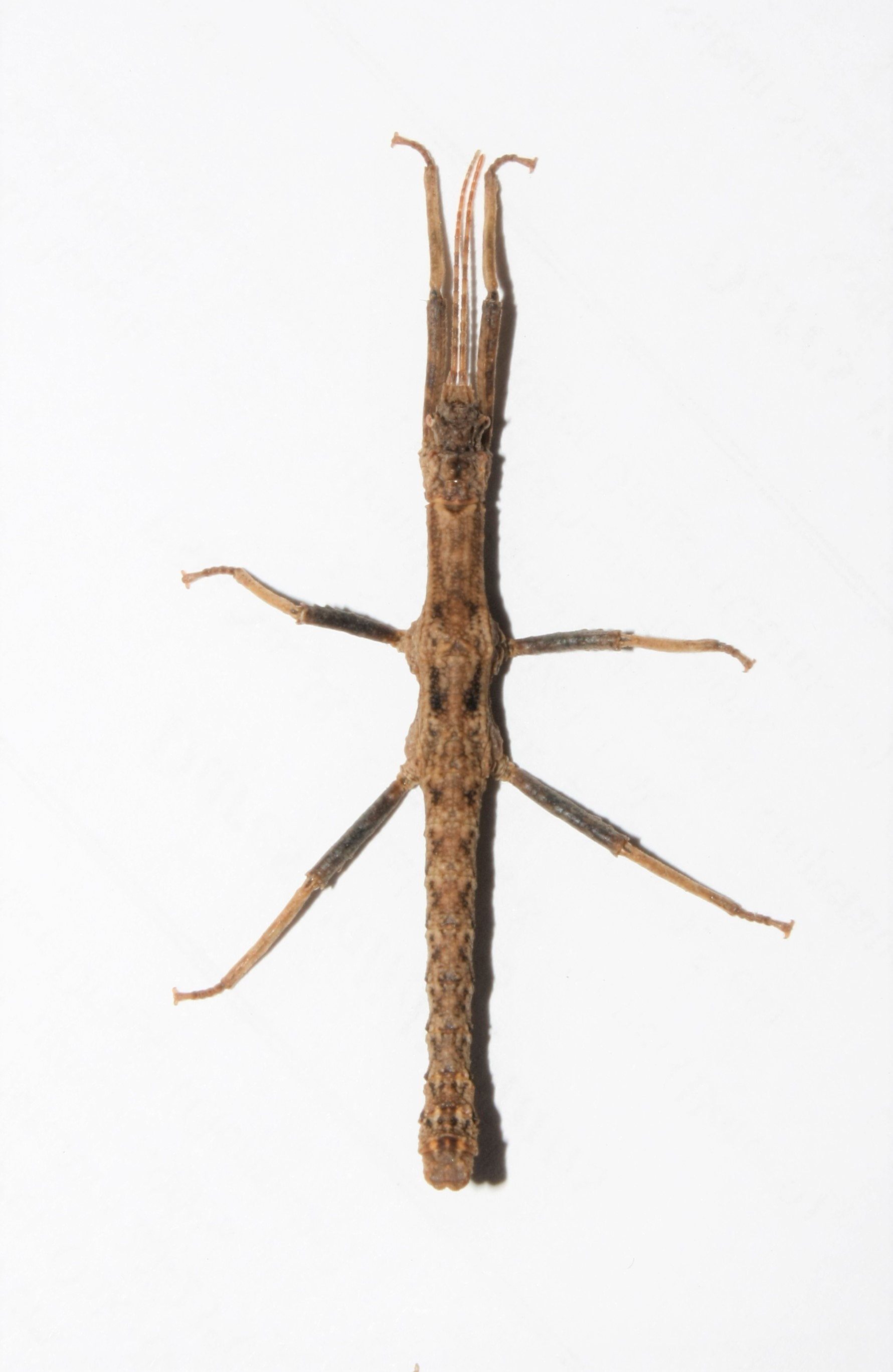
Männchen dorsal
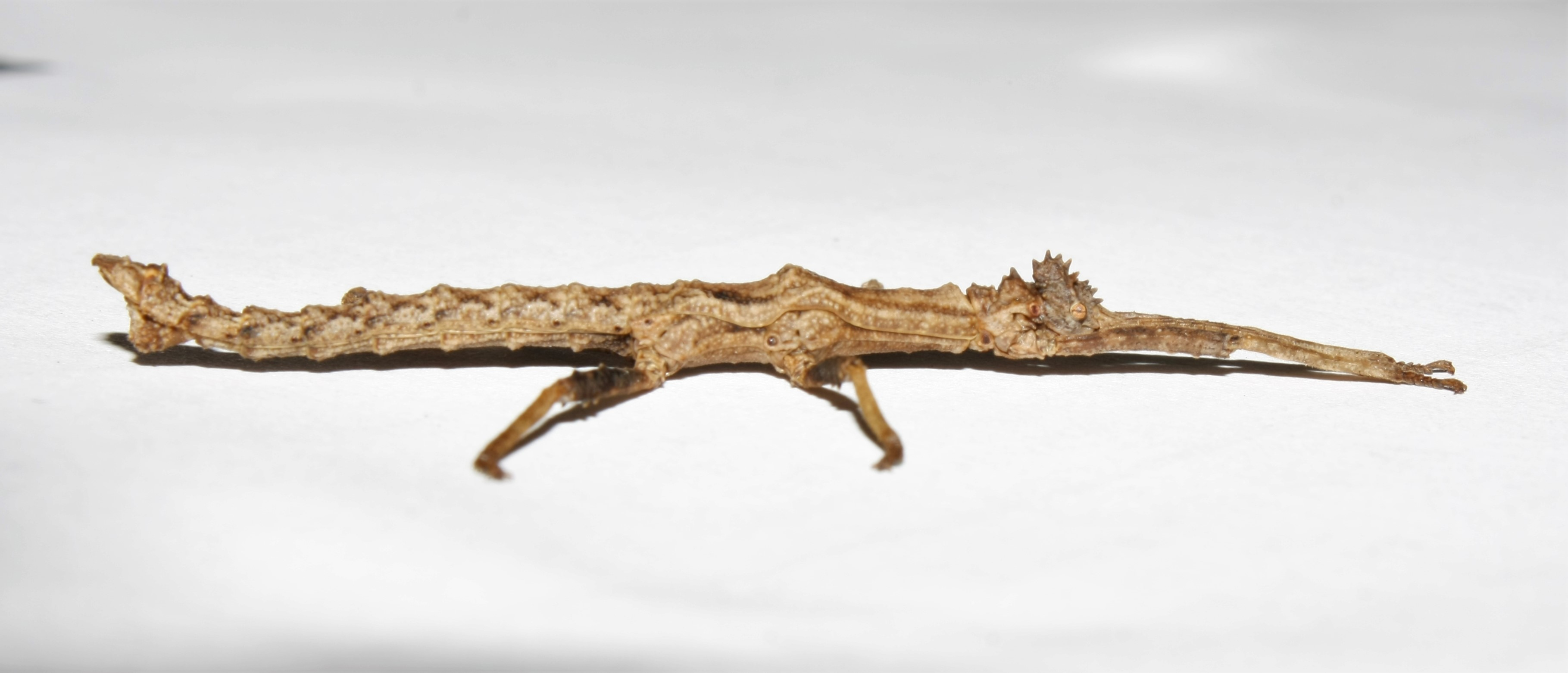
Männchen lateral
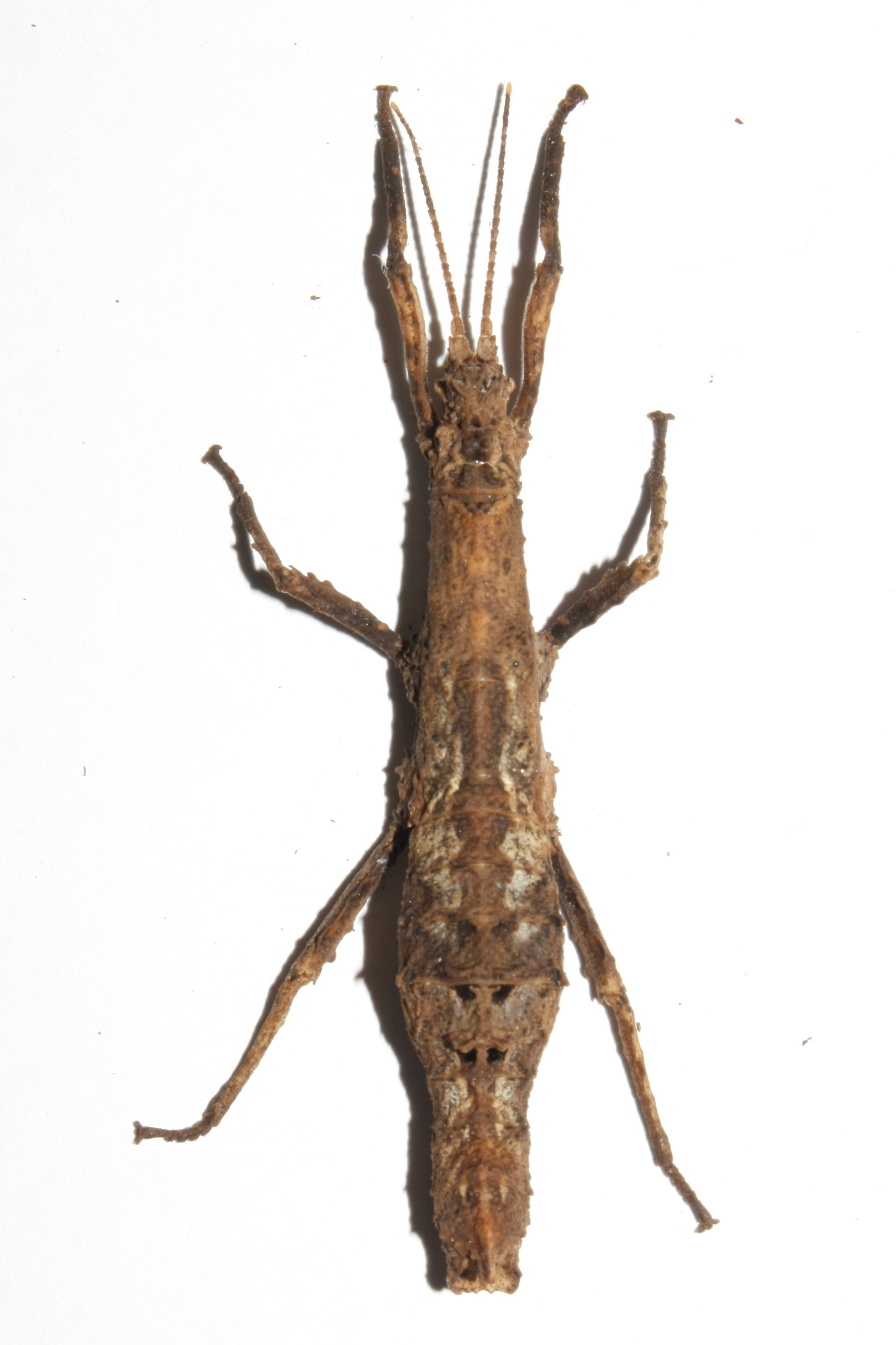
Weibchen dorsal
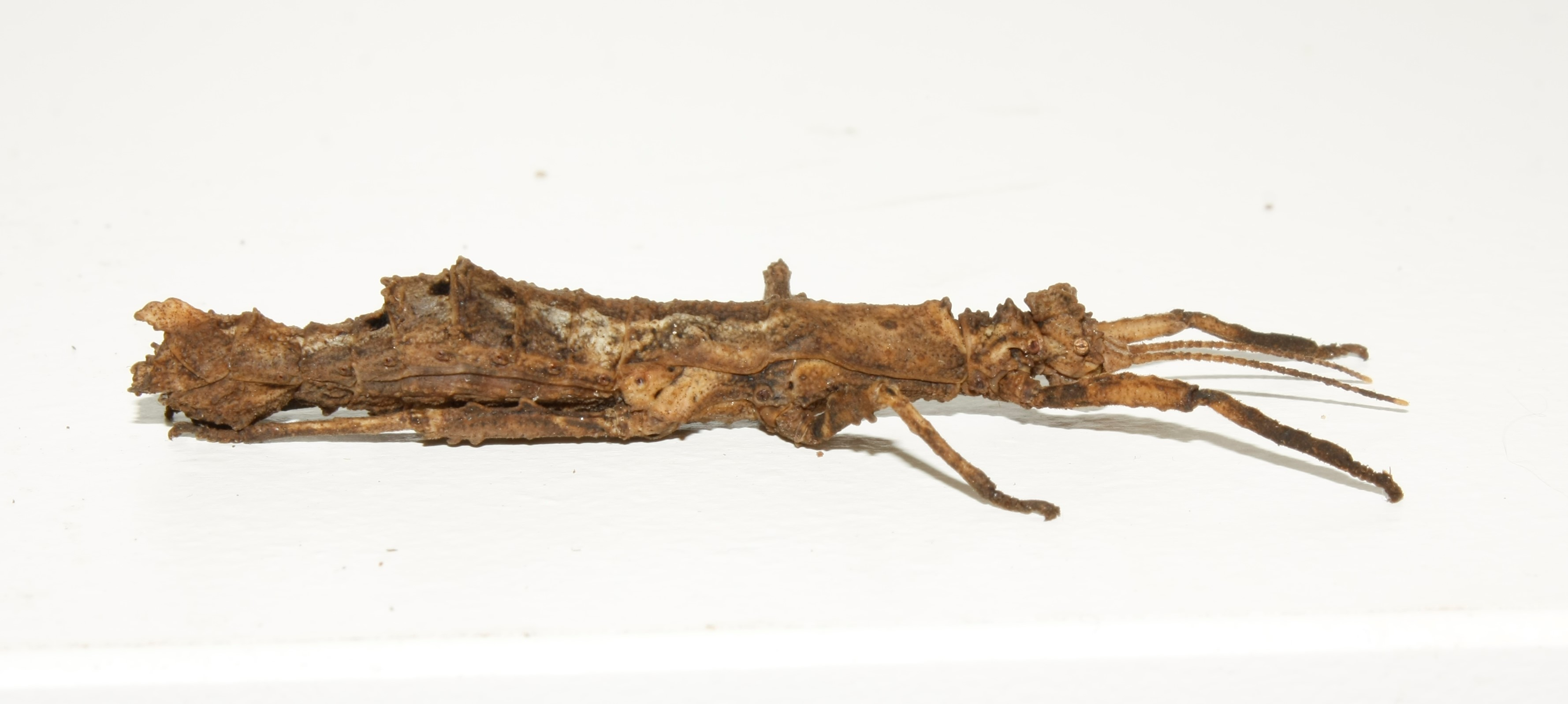
Weibchen lateral